# Pierre Rodocanachi
Pierre Rodocanachi   (París, 2 d'octubre de 1938) és un tirador d'esgrima francès, ja retirat, especialista en floret, que va competir durant la dècada de 1960.
El 1964 va prendre part en els Jocs Olímpics d'Estiu de Tòquio, on va guanyar la medalla de bronze en la prova del floret per equips del programa d'esgrima.
En el seu palmarès també destaquen dues medalles de bronze al Campionat del món d'esgrima, el 1963 i 1965, una de bronze als Jocs del Mediterrani de 1967 i una d'or i dues de bronze a les Universíades.